# Unity (Sudan Południowy)
Unity (d. arab. الوحدة – Al-Wahda) – stan w północnej części Sudanu Południowego, istniejący do 2015 roku (wówczas podzielony na stany: Ruweng, Northern Liech i Southern Liech) i ponownie od roku 2020.
Do 2015 w jego skład wchodziło 9 hrabstw.